# Blood of the Earth
Blood of the Earth is een studioalbum van Hawkwind. Het album is opgenomen tussen 2008 en 2010. Wat opvalt aan het album is de samenstelling van de band. Het vorige album, Knights of Space, is opgenomen in 2007 en Blood is in dezelfde samenstelling opgenomen. Hawkwind stond erom bekend dat er veel personeelswisselingen plaatsvonden maar dat was in deze periode 2007 tot 2010 niet het geval. Het album is opgedragen aan Jason Stuart, die tijdens de opnames op 9 september 2008 overleed.
Het is een nieuw album van Hawkwind, maar een aantal tracks zijn bewerkingen van eerdere Hawkwindstukken. You’d better believe komt oorspronkelijk van Hall of the mountain grill, Sweet obsession van één van Brocks soloalbums (Earthed to the ground).
Er kwamen drie versies uit van dit album, een enkele compact disc, een dubbele compact disc en een langspeelplaat. Van de dubbele compact disc zijn een tweetal tracks ook opnieuw opgenomen. Tide of the century kwam van een soloalbum van Tim Blake, en Long gone was een opname voor het blad Mojo voor een cd-bijlage bij een special over Syd Barrett.  

## Musici
- Dave Brock – gitaar, toetsinstrumenten, zang
- Niall Hone – gitaar, basgitaar, toetsinstrumenten, samples
- Mr. Dibs – basgitaar, zang
- Tim Blake – toetsinstrumenten
- Richard Chadwick – slagwerk, zang

met
- Matthew Wright - zang op 'Blood of the earth'
- Jason Stuart – toetsinstrumenten op 'Starshine'
- Jon Sevink- viool (alleen op cd-2)

## Muziek
Starshine komt alleen voor op de enkele cd en de lp, Sunship alleen op de lp

| Nr. | Titel                                                                 | Duur |
| --- | --------------------------------------------------------------------- | ---- |
| 1.  | Seahawks (Dave Brock)                                                 | 6:14 |
| 2.  | Blood of the earth (Brock, Matthew Wright)                            | 2:59 |
| 3.  | Wraith (Jonathan Darbyshire, Niall Hone, Tim Blake, Richard Chadwick) | 6:07 |
| 4.  | Green machine (Hone)                                                  | 4:04 |
| 5.  | Inner visions (Blake)                                                 | 4:29 |
| 6.  | Sweet obsession (Brock)                                               | 4:45 |
| 7.  | Comfy chair (Brock)                                                   | 4:54 |
| 8.  | Prometheus (Darbyshire, Hone, Blake, Chadwick)                        | 5:48 |
| 9.  | You’d better believe it (Brock)                                       | 7:11 |
| 10. | Sentinel (Darbyshire, Hone, Blake, Chadwick)                          | 6:03 |
| 11. | Starshine (Brock, Jason Stuart)                                       | 7:11 |
| 12. | Sunship (Darbyshire, Hone)                                            | 2:54 |

| Nr. | Titel                                      | Duur |
| --- | ------------------------------------------ | ---- |
| 1.  | Space (Brock)                              |      |
| 2.  | Angels of death (Brock)                    |      |
| 3.  | Wraith (Darbyshire, Hone, Blake, Chadwick) |      |
| 4.  | Tide of the century (Blake)                |      |
| 5.  | Magnu (Brock)                              |      |
| 6.  | Levitation (Brock)                         |      |
| 7.  | Long gone (Syd Barrett)                    |      |
| 8.  | Interview 2010                             |      |